# Yahya Ould Hademine
Yahya Ould Hademine (arabisch يحيى ولد حدمين, DMG Yaḥyā walad Ḥadmīn; * 31. Dezember 1953 in  Timbédra) ist ein mauretanischer Politiker. Von 2014 bis 2018 war er vier Jahre lang Premierminister von Mauretanien.

## Leben
Yahya Ould Hademine studierte Ingenieurswesen an der École polytechnique de Montréal in Kanada. Von 2010 bis 2014 war er Verkehrsminister in Mauretanien. Yahya Ould Hademine war seit dem 21. August 2014 bis Ende Oktober 2018 als Nachfolger von Moulaye Ould Mohamed Laghdhaf Premierminister von Mauretanien. Er ist Mitglied der Partei Union pour la République.
Im Rahmen der Ermittlungen gegen den früheren Staatspräsidenten Mohamed Ould Abdel Aziz und zwölf weitere Personen wegen Korruption, Geldwäsche und Bereicherung wurde seit März 2021 auch gegen Yahya Ould Hademine ermittelt. Im Mai 2022 hat das Zentrum für Korruptionsbekämpfung der Generalstaatsanwaltschaft Nouakchott Ouest die Überstellung des betroffenen Personenkreises an die zuständige Gerichtsbarkeit beantragt. Vor Gericht wurde er namentlich auch zu seiner Rolle beim Bau des Flughafens Nouakchott-Oumtounsy befragt. Der Generalstaatsanwalt beantragte eine zehnjährige Freiheitsstrafe gegen Yahya Ould Hademine und seinen Nachfolger im Amt, Mohamed Salem Ould Béchir.